# Cities (The Cat Empire)
Cities is een muziekalbum van The Cat Empire uit 2006. Van de cd zijn 10 000 exemplaren gemaakt. 

## Nummers
1. "Cities" - 3:23
2. "Boogaloo" - 3:30
3. "Siente" - 2:43
4. "Motion" - 3:43
5. "Song for the Day" - 3:47
6. "Know Your Name" - 3:21
7. "Song for Elias" - 4:32
8. "Jungle" (instrumentaal) - 2:12
9. "Down at the 303" - 2:40
10. "Side to Side" - 3:53
11. "Waltz" - 4:24
12. "Luck Song" - 3:30
13. "Anymore" - 3:52

## Gastmusici
Naast The Cat Empire en de Empire Horns" - Ross Irwin, Kieran Conrau and Carlo Barbaro), deden er nog vele gastmusici mee aan dit project, onder meer:
- Alyssa Conrau" - viool);
- Kirsty Conrau" - cello);
- Novak Conrad" - gitaar);
- Julie O'Hara" - zang in 'Song for Elias', 'Motion', 'Song for the Day', 'Side to Side', 'Waltz' en 'Luck Song');
- Nina Ferro" - zang, in 'Side to Side', 'Song for the Day' en 'Waltz');
- Greg Sheehan" - in 'Waltz');
- Bobby Singh" - tablas in 'Cities' en 'Boogaloo');
- Kumar Shome" - sitar in 'Cities').